# 555 17th Street
555 17th Street, Qwest Tower, Anaconda Tower − wieżowiec w Denver, w stanie Kolorado, w Stanach Zjednoczonych, o wysokości 155 m.
Jego budowę zakończono w 1978 roku. Budynek posiada 40 kondygnacji. 